# Brzeszcze (gmina)
Brzeszcze – gmina miejsko-wiejska w województwie małopolskim, w powiecie oświęcimskim. W latach 1992–1998 gmina położona była w województwie katowickim.
Siedziba gminy to Brzeszcze, oprócz tego, w jej skład wchodzą: Jawiszowice, Przecieszyn, Skidziń, Wilczkowice, Zasole.
Według danych z 30 czerwca 2004 gminę zamieszkiwało 21 607 osób.

## Historia
Współczesna miejsko-wiejska gmina Brzeszcze  powstała 1 stycznia 1992 w związku z połączeniem wiejskiej gminy Brzeszcze z miastem Brzeszcze w jedną jednostkę.

## Struktura powierzchni
Według danych z roku 2002 gmina Brzeszcze ma obszar 46,13 km², w tym:
- użytki rolne: 56%
- użytki leśne: 12%

Gmina stanowi 11,36% powierzchni powiatu.

## Demografia

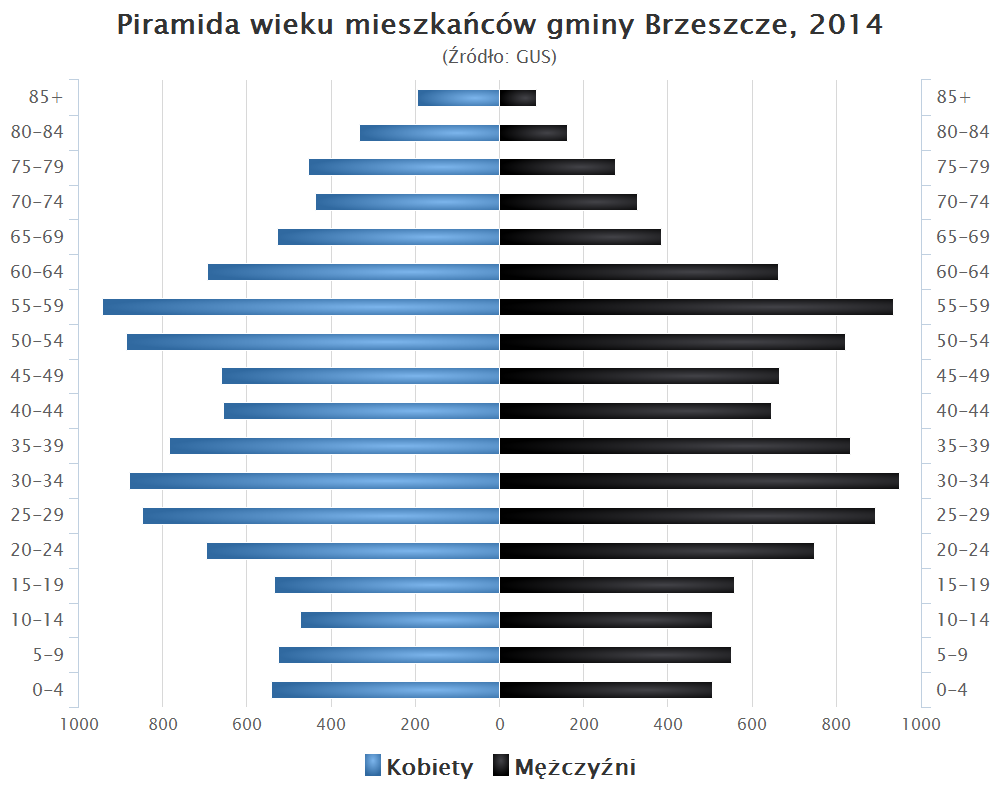
Piramida wieku mieszkańców gminy Brzeszcze w 2014 roku

Dane z 30 czerwca 2004:
| Opis                              | Ogółem | Ogółem | Kobiety | Kobiety | Mężczyźni | Mężczyźni |
| --------------------------------- | ------ | ------ | ------- | ------- | --------- | --------- |
| jednostka                         | osób   | %      | osób    | %       | osób      | %         |
| populacja                         | 21 607 | 100    | 11 031  | 51,1    | 10 576    | 48,9      |
| gęstość zaludnienia (mieszk./km²) | 468,4  | 468,4  | 239,1   | 239,1   | 229,3     | 229,3     |

## Religia
- Kościół rzymskokatolicki: 5 parafii
- Świadkowie Jehowy: zbór[5]

## Miejscowości wchodzące w skład gminy
| Miejscowość                | Powierzchnia (w ha) | Ludność | Gęstość zaludnienia (os./km²) |
| -------------------------- | ------------------- | ------- | ----------------------------- |
| Brzeszcze (siedziba gminy) | 1917                | 11 651  | 607,8                         |
| Jawiszowice                | 1529                | 6794    | 444,3                         |
| Przecieszyn                | 325                 | 1120    | 344,6                         |
| Skidziń                    | 401                 | 779     | 194,5                         |
| Wilczkowice                | 125                 | 443     | 354,4                         |
| Zasole                     | 316                 | 731     | 231,3                         |

## Sąsiednie gminy
Kęty, Miedźna, Oświęcim, Wilamowice